# کون (تگزاس)
کون، تگزاس(به انگلیسی: Cone, Texas) شهری در ایالت تگزاس از ایالات جنوبی ایالات متحده آمریکا است. در سرشماری سال ۲۰۰۰، جمعیت این شهر ۷۰ نفر اعلام شد.